# Zacisze (rejon smorgoński)
Zacisze (biał. Зацішша; ros. Затишье) − wieś na Białorusi, w obwodzie grodzieńskim, w rejonie smorgońskim, w sielsowiecie Korzenie.

## Historia
W czasach zaborów wieś w gminie Smorgonie, w powiecie oszmiańskim, w guberni wileńskiej Imperium Rosyjskiego. W 1905 roku liczyła 31 mieszkańców, 4 dziesięciny.
W latach 1921–1945 wieś leżała w Polsce, w województwie wileńskim, w powiecie oszmiańskim, w gminie Smorgonie.
W 1931 wieś w 5 domach zamieszkiwały 22 osoby.
Wierni należeli do parafii rzymskokatolickiej i prawosławnej w Smorgoniach. Miejscowość podlegała pod Sąd Grodzki w Smorgoniach i Okręgowy w Wilnie; właściwy urząd pocztowy mieścił się w Smorgoniach.
Po II wojnie światowej w granicach Związku Sowieckiego. Od 1991 w niepodległej Białorusi.